# Teorema de Poincaré–Birkhoff
Na topologia simplética e sistemas dinâmicos, o teorema de Poincaré–Birkhoff (também conhecido como teorema do ponto fixo de Poincaré–Birkhoff e último teorema geométrico de Poincaré) afirma que todo homeomorfismo que preserva área e orientação definido em uma coroa circular (anel) que faz girar as duas fronteiras em direções opostas tem pelo menos dois pontos fixos.

## História
O teorema de Poincaré–Birkhoff foi descoberto por Henri Poincaré, que o publicou em um artigo de 1912 intitulado "Sur un théorème de géométrie" ("Sobre um teorema de geometria"), e demonstrou-o para alguns casos especiais. O caso geral foi demonstrado por George D. Birkhoff em seu artigo de 1913 intitulado "Proof of Poincaré's geometric theorem" ("Demonstração do teorema geométrico de Poincaré").
Uma demonstração construtiva, por meio do método homotópico foi apresentada por Li Yong e Lin Zhenghua em 1995.